# Slanke vijlvis
De slanke vijlvis (Monacanthus tuckeri) is een straalvinnige vissensoort uit de familie van vijlvissen (Monacanthidae). De wetenschappelijke naam van de soort is voor het eerst geldig gepubliceerd in 1906 door Bean.